# 底土

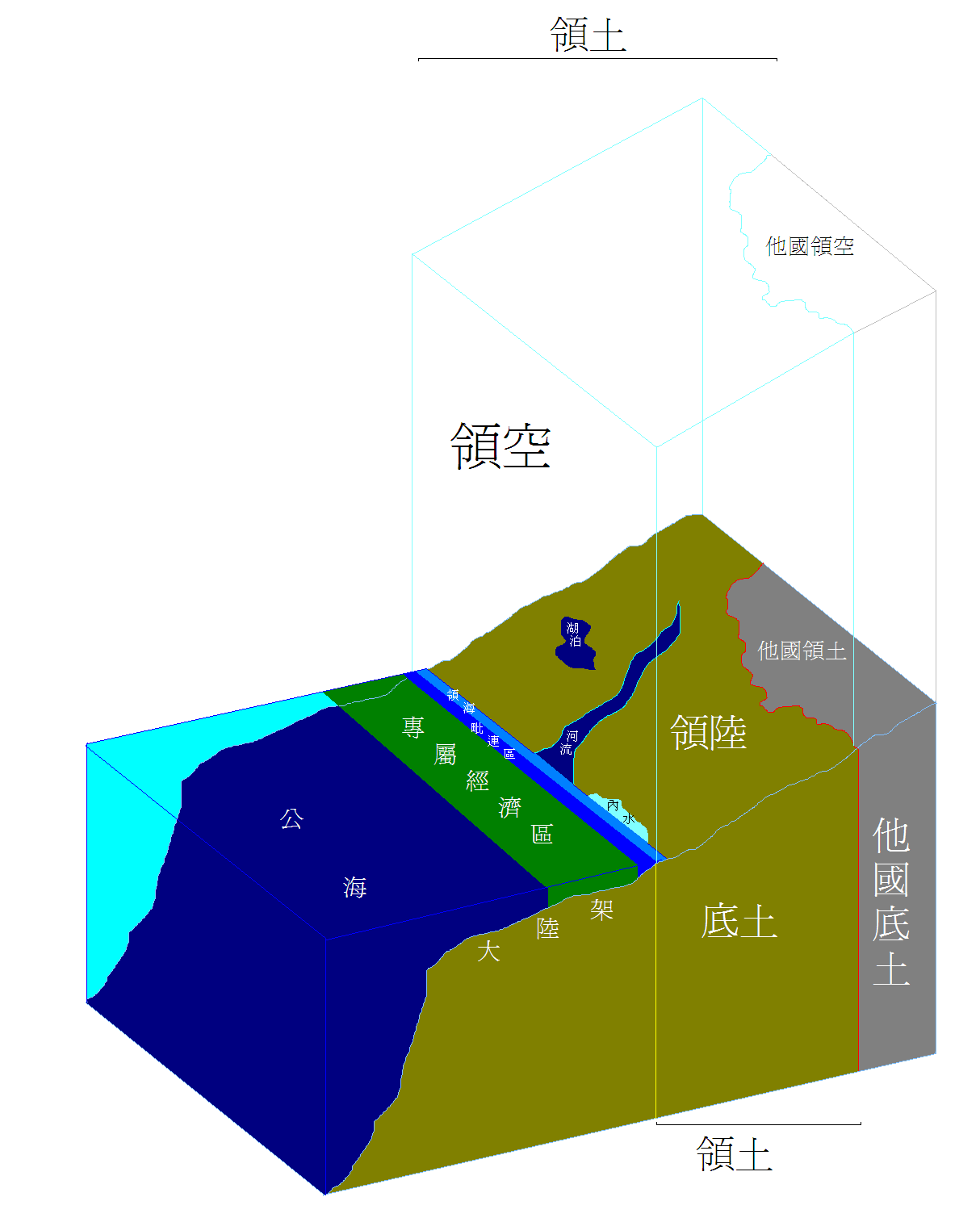
寫著底土的啡色部份為底土

底土（Subsoil）是一個國家領陸和領海的地下部分。
底土是領土的一部份，主權國家在這些底土中有絕對主權。主權國家在底土中除了能夠開發底土的一切資源，任意運用這些自然資源外，還能自由地用作其他用途。從底土中獲得的歷史文物及化石等，理論上也屬於該主權國家。

## 來源
1. ↑  .   [2012-10-01]. （原始内容存档于2015-06-20）.